# Strigopoidea
Strigopoidea або  новозеландські папуги — надродина птахів ряду Папугоподібні (Psittaciformes). Усі види, що відносяться до надродини, є ендеміками Нової Зеландії та знаходяться під загрозою зникнення.

## Класифікація
Надродина включає три сучасних види, два види, що вимерли в історичний час та викопні роди Nelepsittacus та Heracles.
| Назва                                    | Статус                                             | Зображення | Поширення                                           |
| Nestoridae                               | Nestoridae                                         | Nestoridae | Nestoridae                                          |
| ---------------------------------------- | -------------------------------------------------- | ---------- | --------------------------------------------------- |
| Кеа (Nestor notabilis)                   | уразливий                                          |            | Нова Зеландія: Південний острів.                    |
| Нестор білоголовий (Nestor meridionalis) | під загрозою зникнення                             |            | Нова Зеландія                                       |
| Нестор скельний (Nestor productus)       | Вимер у 1851 році                                  |            | У минулому: Острів Норфолк та adjacent Острів Філіп |
| Кака чатемський (Nestor sp.)             | Вимер у 1550—1700 роках                            |            | У минулому: острів Чатем, Нова Зеландія             |
| Strigopidae                              |                                                    |            |                                                     |
| Какапо (Strigops habroptila)             | на межі зникнення                                  |            | Нова Зеландія                                       |
| Nelepsittacus                            | викопний рід, існував у міоцені, 16 млн років тому |            | Нова Зеландія                                       |